# Touching Evil (serie televisiva 1997)
Touching Evil è una serie televisiva britannica di genere poliziesco creata da Paul Abbott e trasmessa su ITV dal 1997 al 1999 nel corso di tre stagioni.

## Trama
Dopo essere sopravvissuto a un colpo di pistola alla testa, l'ispettore di polizia londinese David Creegan acquisisce un sesto senso per individuare i criminali.

## Episodi
| Stagione         | Episodi | Prima TV UK | Prima TV Italia |
| ---------------- | ------- | ----------- | --------------- |
| Prima stagione   | 6       | 1997        | inedita         |
| Seconda stagione | 6       | 1998        | inedita         |
| Terza stagione   | 4       | 1999        | inedita         |

## Personaggi e interpreti

### Principali
- David Creegan (stagioni 1–3), interpretato da Robson Green.
Ispettore dell'unità crimini seriali.
- Susan Taylor (stagioni 1–3), interpretata da Nicola Walker.
Ispettore dell'unità crimini seriali.
- Stephen Enright (stagioni 1–3), interpretato da Michael Feast.
Ispettore capo dell'unità crimini seriali.
- Jonathan Kreitman (stagione 1), interpretato da Adam Kotz.
Agente dell'unità crimini seriali.
- Mark Rivers (stagioni 1–3), interpretato da Shaun Dingwall.
Agente dell'unità crimini seriali.

### Ricorrenti
- Marion (stagioni 1–2), interpretata da Mary Cunningham.
Psicologa della polizia.
- Kerry Creegan (stagioni 1–2), interpretata da Saskia Abbott.
L'ex-moglie di Creegan.
- Louise e Ruby Creegan (stagioni 1–2), interpretate da Holly Earl e Molly Moloney.
Le due figlie di Creegan.
- Barry	(stagioni 1–2), interpretato da Antony Byrne.
- Cyril (stagione 1), interpretato da Kenneth MacDonald.
- Michael Hawkins (stagione 1), interpretato da John Duttine.
- Steve Carroll (stagione 1), interpretato da Sean Gilder.

## Produzione
Durante la prima stagione, Robson Green percepiva uno stipendio di 30 000 sterline a episodio.